# Osoba pełniąca funkcję publiczną
Osoba pełniąca funkcję publiczną – osoba mająca wpływ na kształtowanie spraw publicznych.
Osobą pełniącą funkcję publiczną jest:
- funkcjonariusz publiczny,
- członek organu samorządowego,
- osoba zatrudniona w jednostce organizacyjnej dysponującej środkami publicznymi, chyba że wykonuje wyłącznie czynności usługowe,
- inna osoba, której uprawnienia i obowiązki w zakresie działalności publicznej są określone lub uznane przez ustawę lub wiążącą Rzeczpospolitą Polską umowę międzynarodową.

Definicja legalna osoby będącej funkcjonariuszem publicznym została zamieszczona w art. 115 § 19. Kodeksu karnego, wprowadzonym do Kodeksu karnego przez art. 1 pkt 3 lit. b ustawy z dnia 13 czerwca 2003 r. o zmianie ustawy – Kodeks karny oraz niektórych innych ustaw (Dz.U. z 2003 r. nr 111, poz. 1061) z mocą obowiązującą od 1 lipca 2003.